# José Magalhães
José Manuel Santos de Magalhães (16 de março de 1952) é um político português. Exerceu funções parlamentares entre 1977/1983 como assessor do Grupo Parlamentar do PCP. Eleito deputado em 1983 teve papel de destaque na segunda revisão constitucional (1987/89) e empenhou-se no processo de renovação inspirado pela Perestroika. O fracasso dos esforços feitos pelos membros do chamado “grupo dos 6” (Veiga de Oliveira, Vital Moreira, Dulce Martins, Victor Louro, Silva Graça, Sousa Marques) com os quais foi conotado e a relação de proximidade com Zita Seabra, primeira mulher eleita para a Comissão Política do PCP e defenestrada por divergências políticas tornaram Magalhães numa fonte de desassossego. Pioneiro no uso e divulgação da Internet e com presença mediática assegurada na TSF, tornou-se alvo de vigilância apertada e foi convidado a renunciar ao mandato em 1990. Respondeu com imediata desfiliação e assumiu a condição de deputado não inscrito. Em 1991, Jorge Sampaio assegurou a sua eleição como independente nas listas do PS pelo círculo de Lisboa. Em 1992, passou a fazer parte da equipa de vice-presidentes do Grupo Parlamentar do PS, cargo que manteve sob a presidência de Jorge Lacão e Francisco Assis. 
A vitória eleitoral do PS nas eleições de 1995 permitiu-lhe exercer papel relevante na execução do programa da Nova Maioria, que sob a liderança de José Mariano Gago concebeu o programa de ação denominado Livro Verde sobre a sociedade de informação. No ano de 2001, foi nomeado Secretário de Estado dos Assuntos parlamentares, na Assembleia da República onde a maioria socialista e as oposições têm o mesmo número de deputados (115/115). Sob a direção do ministro da Presidência Guilherme Oliveira Martins, José Magalhães participou na permanente negociação das maiorias necessárias para viabilizar o programa Legislativo do segundo governo liderado por Antonio Guterres. O ciclo político foi abortado por iniciativa do primeiro-ministro na sequência da derrota eleitoral do PS nas eleições locais de 2001.
José Magalhães teve intervenção muito ativa na busca de um candidato a secretário-geral do PS e na preparação de Ferro Rodrigues para a batalha política que em março de 2002 conduziu a uma obtenção de cerca de 38% dos votos do eleitorado, insuficiente para impedir a abertura de um ciclo de governação política dos partidos de Direita, sob liderança de Durão Barroso e Paulo Portas.
A partir de 2 abril de 2002, a equipe formada por António Costa incluiu José Magalhães entre os vice-presidentes para a guerrilha regimental e política que não deu tréguas ao governo. A invasão do Iraque marcou a agenda política, mas no plano interno a política de cortes orçamentais executada pela Ministra das Finanças Manuela Ferreira Leite tornou-se o alvo prioritário do combate parlamentar. A narrativa oficial formulada pelo primeiro-ministro descrevia Portugal como um país "de tanga" impondo medidas de austeridade cuja impopularidade registou um crescimento contínuo. A abrupta ida para Bruxelas de Durão Barroso para exercer as funções de presidente da Comissão Europeia, substituído de forma constitucionalmente incomum por Santana Lopes abriu caminho à decrepitude do governo das direitas e uma estrondosa vitória eleitoral do PS, liderado por José Sócrates, em fevereiro de 2005.
No novo ciclo político, José Magalhães foi o secretário de Estado Adjunto do ministro da administração Interna António Costa até maio de 2007, continuando a exercer funções no MAI com Rui Pereira. Em novembro de 2009, transitou para o ministério da Justiça como secretário de Estado da justiça e da modernização do judiciário do ministro Alberto Martins. Negociou o memorando de entendimento com a Troika que na parte referente à Justiça reflectiu as medidas prioritárias aprovadas pelo Conselho de Ministros sob proposta do MJ, incluindo a criação de um Fundo para a Modernização da Justiça e o combate à ineficiência operacional do sector. A tese central subjacente à governação foi rejeitada pelo Governo seguinte (a desmaterialização do inquérito-crime foi abortada — projeto AGIC — e a versão profissional do Citius — Citius Plus — foi abandonada; dois milhões de euros desperdiçados!).
A derrota eleitoral de 5 junho de 2011 e a não eleição para o Parlamento permitiram a José Magalhães uma experiência de vida tropical a partir da cidade de Ilhéus, Estado da Bahia. 
Reassumiu funções de deputado pelo círculo do Porto em 1 de janeiro de 2014. Reeleito sucessivamente, apoiou a fórmula governativa cujo nome de guerra (geringonça) começou por ser um insulto da direita liderada por Paulo Portas e acabou por revelar-se proveitosa para remover o lastro gravoso dos anos da Troika.
Por decisão própria não foi candidato às eleições que em 2022 deram ao PS a sua segunda maioria absoluta. Em Dezembro de 2021, na Comissão Política que discutiu o que fazer face à crise orçamental manifestou-se a favor de um acordo escrito com o PCP que evitasse a turbulência eleitoral e o previsível suicídio dos partidos que tinham dado suporte político à geringonça. A redução de uma ponte com três pilares de diferente tamanho mas nenhum deles irrelevante ao presente estado de coisas (um pilar de centro-esquerda — o PS — ladeado de dois mini-partidos propensos à radicalização) favorece a abstenção, o desgaste político célere do partido que no início de 2022 obteve maioria absoluta e a radicalização que suga votos ao segundo partido, cuja identidade política se tornou impossível de estabelecer. 
José Magalhaes Cessou funções de deputado e membro do Conselho Nacional de Defesa do Ciberespaço em 28/03/22, sem a angústia existencial de 2011 e muito ciente da importância de desconfinar o corpo e a mente.
Pôde desde então centrar-se na redação da tese necessária à conclusão do doutoramento em Direito e Segurança que iniciou durante a pandemia, tirando partido da hibernação parlamentar típica da XIV Legislatura, a mais lúgubre de todas aquelas em que participou.
Não se coíbe de intervir na vida política com a liberdade desbocada dos freelancers. É militante de base do PS na secção de Campo de Ourique, Lisboa. 

## Biografia
Licenciou-se em Direito pela Faculdade de Direito da Universidade de Lisboa em 1977 e é Mestre em Ciências Jurídico-Políticas pela Faculdade de Direito da Universidade de Coimbra.
Como militante do Partido Comunista Português foi assessor parlamentar entre 1977 e 1983 e deputado à Assembleia da República entre 1983 e 1990.
Abandonou a bancada do PCP e tornou-se deputado independente (1990-1991).
Convidado por Jorge Sampaio a integrar as listas do PS nas eleições de 1991, como independente foi eleito, permanecendo na AR. Em 1992, foi eleito vice-presidente da bancada do PS. Sucessivamente reeleito deputado e dirigente parlamentar do PS, aderiu formalmente a esse partido em Janeiro de 1999.
Foi membro da Comissão Parlamentar de Assuntos Constitucionais, Direitos, Liberdades e Garantias, foi encarregado de dinamizar o uso da Internet pelo Parlamento português e ajudou a impulsionar o Canal Parlamento na TV Cabo.[carece de fontes?] Foi vice-presidente do Grupo Parlamentar do PS entre 1992 e 2005, com excepção do período em que exerceu as funções de Secretário de Estado dos Assuntos Parlamentares do XIV Governo Constitucional, entre 18 de setembro de 2000 e 6 de abril de 2002.
Como analista e comentarista político participou nos programas Flashback, na TSF Rádio-Jornal (1989-2003) e Quadratura do Círculo, na SIC Notícias (2004-2005).[carece de fontes?]
Em 14 de março de 2005 tomou posse como Secretário de Estado Adjunto e da Administração Interna do XVII Governo Constitucional.
Em 31 de outubro de 2009 foi nomeado, como proposta do primeiro-ministro José Sócrates, como Secretário de Estado da Justiça e da Modernização Judiciária do XVIII Governo Constitucional, cessando funções em 20 de junho de 2011.
Em julho de 2011 requereu e obteve aposentação antecipada, que cumulou com os demais direitos de ex-parlamentar. Em janeiro de 2014, reassumiu as funções de Deputado, que exerceu até 23 de outubro de 2015. Nas eleições de 4 de outubro de 2015 foi candidato do PS pelo círculo do Porto, regressando novamente às funções de Deputado à Assembleia da República em 1 de setembro de 2018, após a renúncia ao mandato de Gabriela Canavilhas. Foi de novo eleito deputado pelo círculo do Porto nas eleições legislativas de 2019. Cessou funções em 28/03/2022.

## Livros publicados e alguns outros conteúdos
- "Dicionário da Revisão Constitucional" - Europa-América, 1989.
- "Rumo ao Espaço Comum Informativo?" - Coimbra Editora, 1991.
- "Roteiro Prático da Internet" - Quetzal Editores, Lisboa, 1995 e 1996.
- "Dicionário da Revisão Constitucional em CD-ROM" - Diário de Notícias, Lisboa, 1997.
- "A Questão do Aborto" - Quetzal Editores, 1998.
- "Dicionário da Revisão Constitucional" - Editorial Notícias, 1999.
- "Estatuto Político-Administrativo da Madeira Comentado" - Diário de Notícias da Madeira, 1999.
- "Homo S@piens - Cenas da vida no ciberespaço" - Quetzal Editores, 2000
- "Eficácia e Transparência do Parlamento na Era Digital - Contribuição para uma estratégia de aproximação entre a Assembleia Nacional de Cabo Verde e os cidadãos", 2004.
- Homem de Leis Perdido nos Trópicos Procura Senhora Honesta - romance, Aletheia, 2014